# Eder Frayre
Eder Frayre Moctezuma (nascido em 20 de outubro de 1991 em Ensenada) é um ciclista mexicano, membro da equipa Legion of Los Angeles.

## Palmarés
- 2013
  -  Campeão do México em estrada esperanças
- 2014
  - Tour de Mazatlán :
    - Classificação geral
    - 4. ª etapa

  - 2.º do campeonato do México em estrada
- 2016
  - 3.º do campeonato do México em estrada
  - 4.º do campeonato Pan-Americano em estrada
- 2019
  - 3. ª etapa da Volta de Southland
  - 3.º da Redlands Bicycle Classic
- 2021
  -  Campeão do México em estrada

## Classificações mundiais
}
| Ano              | 2014  | 2015  | 2016 | 2017   | 2018  | 2019  |
| UCI America Tour | 98.º. | 280.º | 27.º | 306.º  | 262.º | 352.º |
| UCI Asia Tour    |       |       |      | 527.º. | 214.º |       |